# Q-Tip
Q-Tip, rodným jménem Jonathan Davis, (* 10. dubna 1970) je americký rapper, hudební producent, zpěvák a DJ. Narodil se v newyorském Harlemu. V polovině devadesátých let konvertoval k islámu a změnil si jméno na Kamaal Ibn John Fareed. Své první sólové album, nazvané Amplified, vydal v roce 1999. Později následovalo několik dalších. Řadu let působil ve skupině A Tribe Called Quest a během své kariéry spolupracoval s mnoha dalšími hudebníky, mezi které patří například Kurt Rosenwinkel, R.E.M., Busta Rhymes a Fergie.

## Diskografie
Studiová alba
- Amplified (Arista, 1999)
- The Renaissance (Universal Motown, 2008)
- Kamaal the Abstract (Battery, 2009)

s A Tribe Called Quest
- People's Instinctive Travels and the Paths of Rhythm (Jive, 1990)
- The Low End Theory (Jive, 1991)
- Midnight Marauders (Jive, 1993)
- Beats, Rhymes and Life (Jive, 1996)
- The Love Movement (Jive, 1998)
- We Got It from Here... Thank You 4 Your Service (Epic, 2016)